# Lipedema
Lipedema ou lipidema é uma doença crônica do tecido gorduroso, que se deposita principalmente nos membros inferiores e está associada a crises inflamatórias muito significativas, com dor e inchaço em membros inferiores. É uma doença possivelmente genética, embora não tenham sido identificados os genes responsáveis.
O lipedema é uma condição médica que afeta o tecido adiposo, resultando em um acúmulo anormal de gordura nas extremidades do corpo, especialmente nas pernas e, em alguns casos, nos braços. Este distúrbio é frequentemente confundido com a obesidade, o que leva a subdiagnóstico e tratamentos inadequados. O lipedema afeta principalmente as mulheres e resulta no acúmulo anormal de gordura nas extremidades do corpo. Embora não haja cura definitiva, diversas opções de tratamento estão disponíveis para aliviar os sintomas e melhorar a qualidade de vida. É crucial que as mulheres com lipedema busquem atendimento médico adequado e adotem cuidados específicos ao enfrentar desafios relacionados ao ciclo menstrual, gravidez e menopausa. Com a conscientização e o tratamento adequado, é possível gerenciar o lipedema e viver uma vida plena.

## Causas
As causas exatas do lipedema não são completamente compreendidas, mas fatores genéticos desempenham um papel significativo. Esta condição geralmente se manifesta durante a puberdade ou períodos de flutuações hormonais, como a gravidez ou a menopausa. Estudos também sugerem que hormônios femininos, como o estrogênio, podem estar envolvidos no desenvolvimento do lipedema.

## Sintomas
Os sintomas do lipedema variam de pessoa para pessoa, mas geralmente incluem:
1. Acúmulo de gordura nas pernas e, em alguns casos, nos braços.
2. Dor ou sensibilidade nas extremidades afetadas.
3. Edema (inchaço) nas pernas.
4. Hematomas fáceis.
5. Pele sensível ao toque.
6. Diminuição da qualidade de vida devido à mobilidade reduzida e desconforto.

É importante ressaltar que o lipedema não é causado por escolhas de estilo de vida, como dieta e falta de exercício, e não deve ser confundido com a obesidade.

## Diagnóstico
O diagnóstico do lipedema pode ser desafiador, pois muitos profissionais de saúde não estão familiarizados com a condição. Geralmente, um médico especializado em distúrbios linfáticos ou um cirurgião vascular é capaz de diagnosticar o lipedema com base na avaliação clínica e na história médica do paciente.

## Tratamento

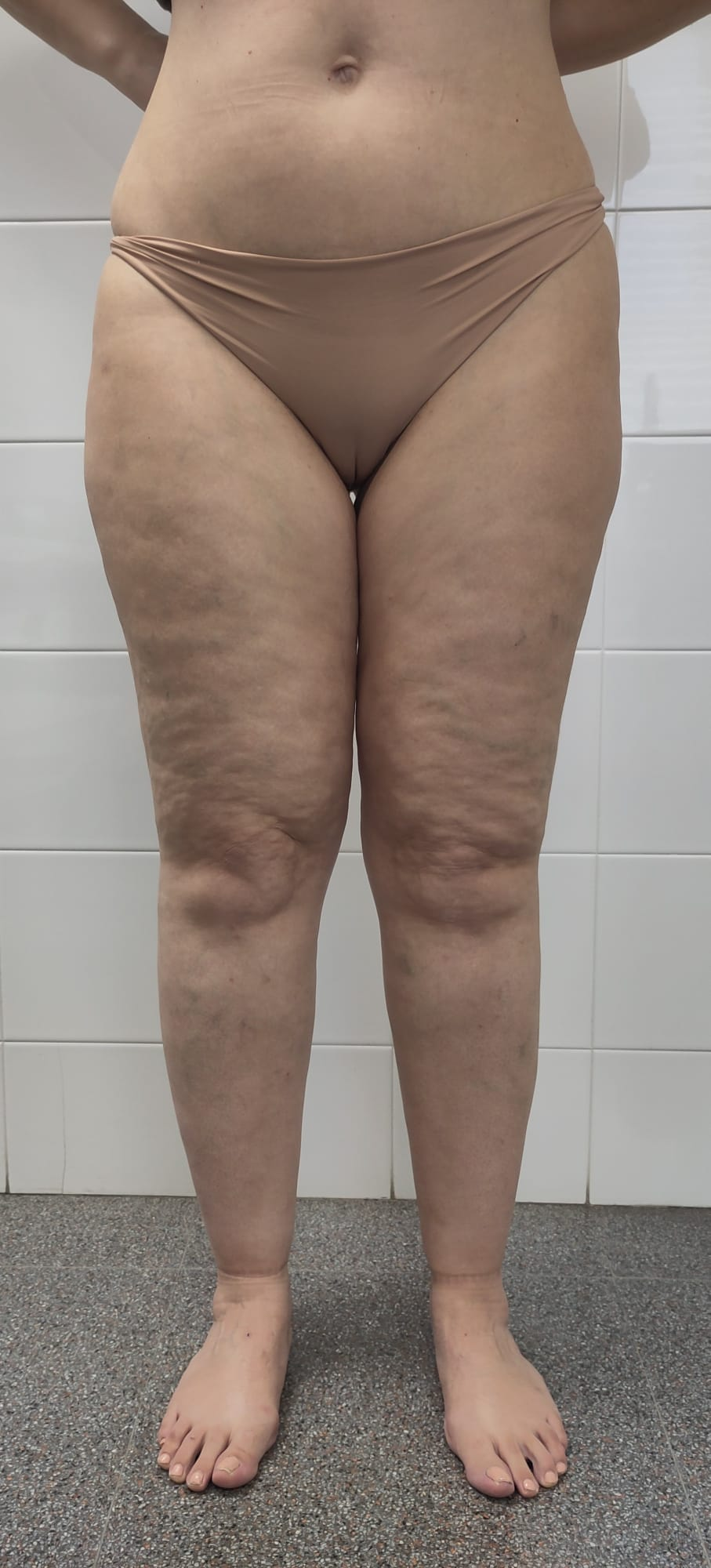
Lipedema tipo 3, estágio 1

O tratamento do lipedema visa aliviar os sintomas e melhorar a qualidade de vida das pessoas afetadas. As opções de tratamento incluem:

### Terapia de Compressão
O uso de meias de compressão ou ataduras elásticas pode ajudar a reduzir o inchaço e melhorar a circulação nas extremidades afetadas. As mulheres que sofrem de lipedema nas pernas podem se beneficiar especialmente dessa terapia.

### Terapia física
A fisioterapia especializada pode ser útil para fortalecer os músculos das extremidades e melhorar a mobilidade. Além disso, os exercícios de baixo impacto, como a natação, podem ajudar a manter a saúde cardiovascular.

### Drenagem Linfática Manual (DLM)
A Drenagem Linfática Manual (DLM) é uma técnica terapêutica que envolve massagens suaves para estimular o sistema linfático, ajudando na redução do inchaço. É um tratamento eficaz para o lipedema.

### Tratamentos minimamente invasivos
Em alguns casos, procedimentos médicos minimamente invasivos, como a lipoaspiração tumescente, podem ser considerados para remover o excesso de gordura. No entanto, esses procedimentos são geralmente reservados para casos mais graves de lipedema e devem ser realizados por cirurgiões experientes.

## Cuidados específicos para mulheres com lipedema
As mulheres que sofrem de lipedema podem enfrentar desafios adicionais relacionados ao ciclo menstrual, gravidez e menopausa. Portanto, é crucial adotar cuidados específicos para lidar com essas questões.

### Ciclo menstrual
O ciclo menstrual pode levar a flutuações hormonais que afetam a gravidade dos sintomas do lipedema. É aconselhável manter um registro dos sintomas ao longo do ciclo e discuti-los com um profissional de saúde para ajustar o tratamento, se necessário.

### Gravidez
Durante a gravidez, o lipedema pode se agravar devido ao aumento do peso corporal e às mudanças hormonais. As mulheres com lipedema devem trabalhar em estreita colaboração com seus médicos para gerenciar a condição durante a gravidez e no pós-parto.

### Menopausa
A menopausa também pode afetar os sintomas do lipedema, uma vez que há uma diminuição dos hormônios femininos. Nesse período, as mulheres devem continuar a cuidar de sua saúde linfática e ajustar o tratamento conforme necessário.